# Studénka (Štoky)
Studénka (německy Muckenbrunn) je malá vesnice, část městyse Štoky v okrese Havlíčkův Brod. Nachází se asi 2,5 km na severozápad od Štoků. Od středověku až do poválečného vysídlení Němců ležela obec v Jihlavském jazykovém ostrově. V roce 2009 zde bylo evidováno 43 adres. V roce 2001 zde trvale žilo 59 obyvatel.
Studénka leží v katastrálním území Studénka u Štoků o rozloze 3,1 km2.

## Obyvatelstvo
Podle sčítání 1921 zde žilo v 28 domech 171 obyvatel, z nichž bylo 83 žen. 58 obyvatel se hlásilo k československé národnosti, 109 k německé. Žilo zde 144 římských katolíků, 1 evangelík a 26 příslušníků církve československé husitské.